# Mazda CX-4
Mazda CX-4 — компактный кроссовер (внедорожное купе) японской компании Mazda, был представлен в 2016 году на автосалоне в Пекине. В основе модели — концепт Mazda Koeru, представленный осенью 2015 года на Франкфуртском автосалоне. Основной рынок модели — Китай.
CX-4 был создан для конкуренции с моделями марок Infiniti, BMW (у которой уже две похожих модели) и Mercedes-Benz. Дизайн модели был взят с кроссоверов CX-5 и CX-3 (между которыми он занимает место), у неё схожие база и ширина с первым.

## Технические характеристики
CX-4 комплектуется с 2,0 (мощность 158 л.с) и 2,5 (мощность 192 л.с) литровыми двигателями SkyActiv-G. Двигатель с меньшим объёмом комплектуется либо с механической, либо с автоматической коробками передач. Более мощный же доступен только с АКПП и полноприводная трансмиссия.
У Mazda CX-4 подвеска взята от CX-5, также от неё взяты тормозная система и рулевое управление. Из дисков есть 17- или 19-дюймовые. Опционально доступна система i-ELOOP. У CX-4, как заявляет Mazda, заметно лучше проработаны аэродинамика кузова, звукоизоляция и безопасность.
|                                 | 2,0                        | 2,5                  |
| Года производства               | с июня 2016 года           | с июня 2016 года     |
| Харектеристики двигателей       |                            |                      |
| Тип двигателя                   | Бензиновый                 | Бензиновый           |
| Объём                           | 1998 см³                   | 2488 см³             |
| Мощность об/мин                 | 158 л.с /6400 об/мин       | 192 л.с/6100 об/мин  |
| Крутящий момент/об/мин          | 202 Нм / 4000 об/мин       | 252 Нм / 4000 об/мин |
| Трансмиссия                     |                            |                      |
| Привод                          | Передний                   | Полный               |
| КПП (стандартная)               | 6-ступ МКПП                | 6-ступ АКПП          |
| КПП (опциональная)              | 6-ступ АКПП                | -                    |
| Динамические характеристики     |                            |                      |
| Макс. скорость                  | 200 км/ч 192 км/ч (с АКПП) | 198 км/ч             |
| Разгон 0-100 км/ч               | ??? сек                    | ??? сек              |
| Расход топлива (средний) 100 км | 6,4 л 6,3 л (АКПП)         | 7,2-7,3 л            |
| Масса                           | 1390 кг 1450 кг (АКПП)     | 1545-1560 кг         |
| Объём бака                      | 41 л                       | 41 л                 |

## Галерея

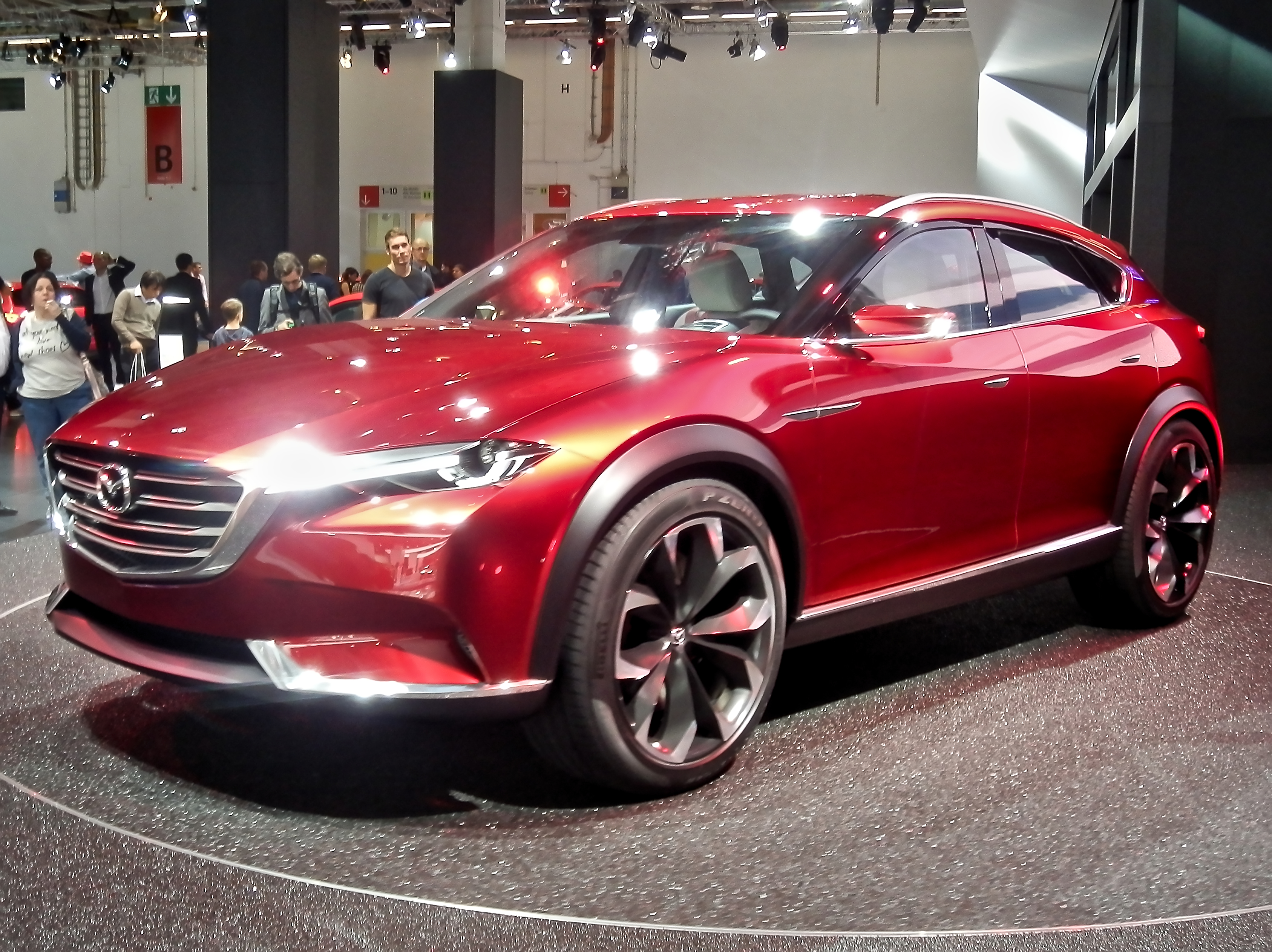
Концепт Koeru на IAA во Франкфурте
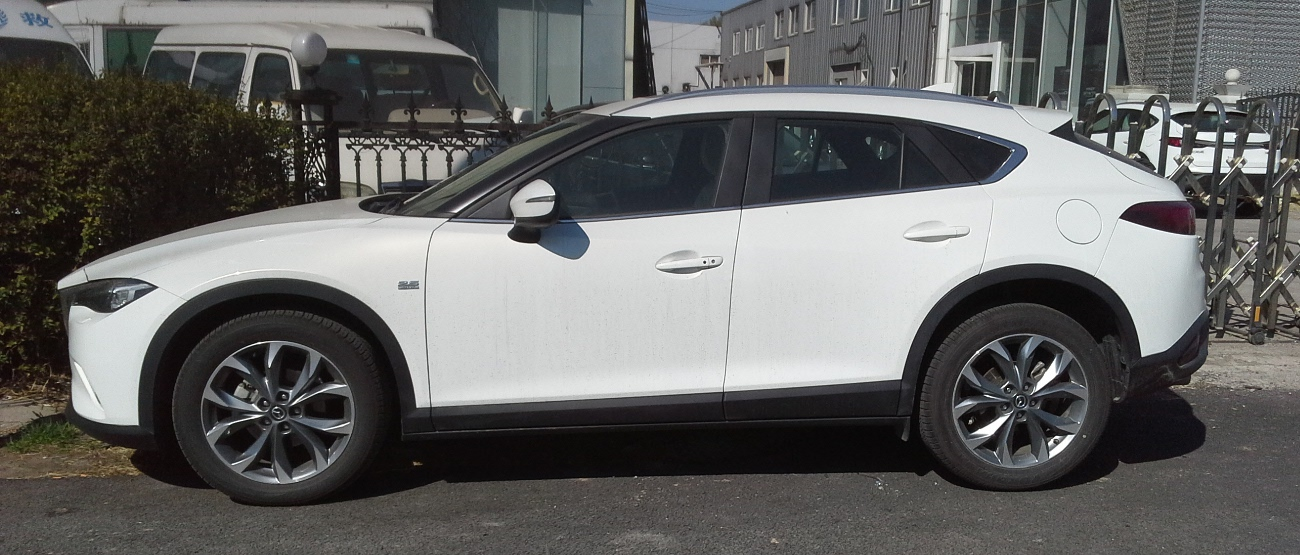
Вид сбоку
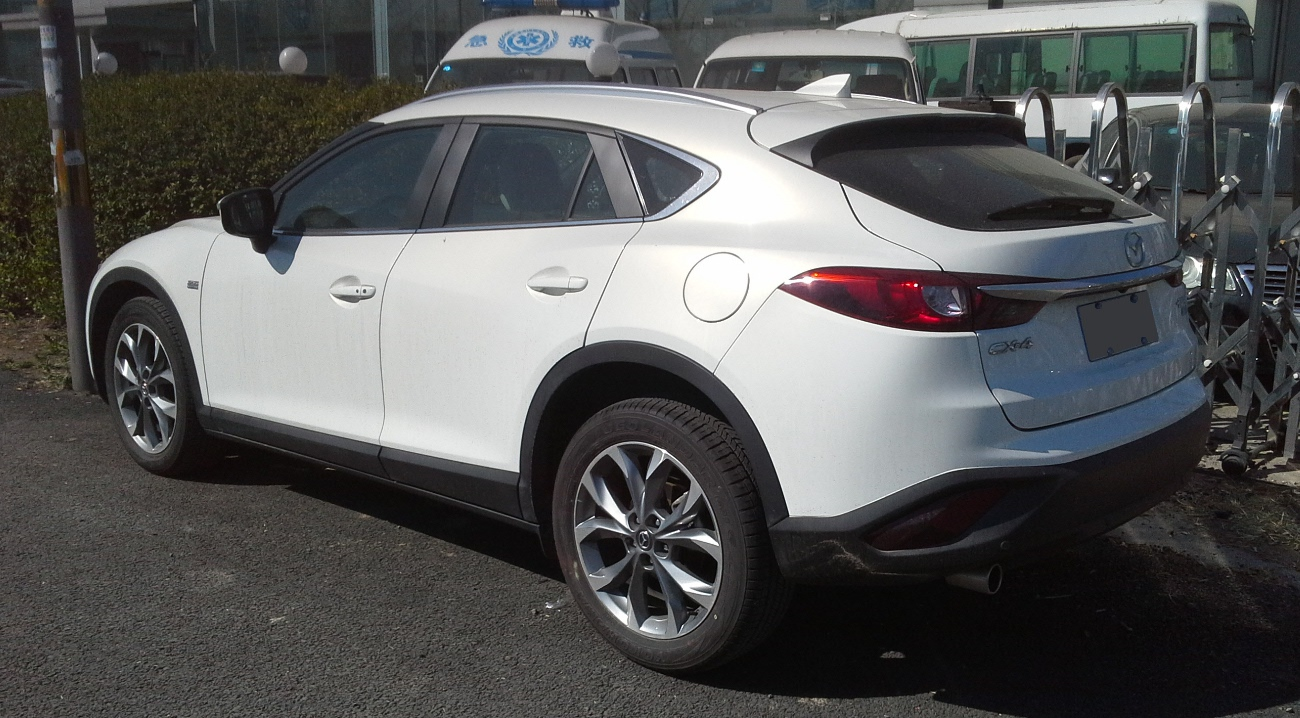
Вид сзади